# Takeshi Urata
Takeshi Urata (jap. 浦田 武, Urata Takeshi; * 1947; † 15. Dezember 2012) war ein japanischer Astronom.
Urata war einer der aktivsten Amateurastronomen Japans und Direktor der minor planet section der Oriental Astronomical Association. Er entdeckte zahlreiche Asteroiden vor allem am Nihondaira-Observatorium. Ferner war er Mitentdecker des periodischen Kometen 112P/Urata-Niijima.
Der Asteroid (3722) Urata wurde nach ihm benannt.